# Endospore

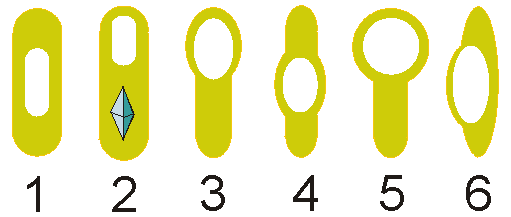
Variatie in de morfologie van endosporen.
1. Centrale spore
2. Terminale spore met insluitingsdeeltje (Proteïne)
3. Terminale spore, waarbij de bacterie knotsvormig is uitgestulpt
4. Centrale spore, waarbij de bacterie spoelvormig is uitgestulpt ("Clostridium-vorm")
5. Terminale spore, rond = Plectridium
6. Laterale spore, waarbij de bacterie naar een kant spoelvormig is uitgestulpt

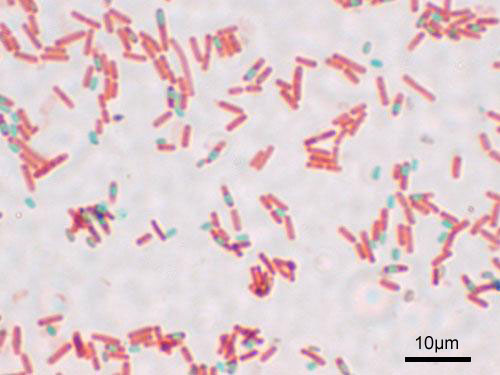
Bacillus subtilis: De endosporen zijn groen gekleurd en de vegetatieve cellen rood

Endosporen zijn de eencellige overlevingsstadia van een organisme. Ze worden gevormd door sommige gram-positieve bacteriën als reactie op voedselgebrek. Ook de sporen van de niet daaraan verwante mossen, wolfsklauwen en varens, die in sporangia worden gevormd, zijn endosporen.

## Bacteriën
Bij bacteriën is de duur van het proces van sporevorming zeer soortafhankelijk. Een tekort aan guaninenucleotiden in het cytoplasma van de vegetatieve bacteriecel zorgt voor een tweedeling van het protoplasma met aansluitend een endocytose-achtig proces, dat de spore vormt. Het DNA wordt gerepliceerd en het membraan of sporeseptum begint zich door instulping van het moedercelmembraan tussen een DNA-molecuul en de rest van de cel met het andere DNA-molecuul te vormen. Het plasmamembraan van de moedercel omgeeft het sporeseptum en vormt een dubbelmembraan om het DNA. De nu gevormde structuur wordt een voorspore genoemd. Tijdens het voorgaande proces wordt calciumdipocolinaat in de voorspore gevormd. Tot slot wordt de schors gevormd en de rest van de vegetatieve bacteriecel afgebroken. De endospore bevat nog maar 10 tot 30 % water in vergelijking met een bacteriecel.

### Endosporewand
De endospore heeft een meerlagig omhulsel en een laag watergehalte. De volgende lagen worden onderscheiden van buiten naar binnen:
- Exosporium
- Sporemantel (coat)
- Buitenste sporemembraan
- Schors (sporecortex)
- Sporecelwand
- Binnenste sporemembraan
- Sporeprotoplast (core)

Om de sporemantel ligt een dunne laag bestaande uit eiwitten, die het exosporium wordt genoemd. De sporemantel bestaat uit keratine met veel dwarsverbindingen en laagjes met spore-specifieke eiwitten, die daardoor ondoordringbaar is voor vele toxische (schadelijke) moleculen. Ook bevat deze laag waarschijnlijk enzymen, die bij de kieming van de spore een rol spelen. De schors ligt onder de sporemantel en bestaat uit peptidoglycaan. Onder de schors bevindt zich de kernwand die de protoplast van de kern van de endospore omsluit. De kern bevat normale celstructuren, zoals DNA en ribosomen, die echter metabolisch (levensproces) gezien inactief zijn. De kern bevat tot 15% calciumdipicolinaat, een karakteristieke stof, die in vegetatieve cellen niet voorkomt. Daarnaast wordt het DNA van de endosporen beschermd door SASP (small acid soluble spore protein = kleine in zuur oplosbare spore-eiwitten), dat tevens de energie voor de kieming levert.

### Overleving
Een endospore is moeilijk te vernietigen en kan niet alleen hoge temperaturen overleven, maar ook droogte, straling en extreme pH-waarden. Bij het pasteuriseren van melk (verhitting tot 80 °C) worden de actieve melkzuurbacteriën gedood, maar de bacteriën die toevallig als endospore aanwezig zijn overleven deze behandeling. De houdbaarheid wordt hierdoor wel verlengd, maar de sporen bouwen snel aan een nieuwe bacteriepopulatie. Pas na steriliseren van de melk, waarbij tot 120 °C wordt verhit, sterven ook de sporen, en wordt de melk lang houdbaar.
Blikgroenten moeten daarom ook boven de 120 °C verhit worden. Bij onvoldoende sterilisatie gaan de blikken anders door bacteriegroei na een poosje bol staan. Endosporen kunnen in rust zeer lang overleven. Zo werden in de maag van een in barnsteen ingesloten bij na meer dan 25 miljoen jaar nog levende endosporen gevonden. In 1985 werden voor het eerst zeer hitteresistente sporen van de Highly heat-resistent sporeformer (HHRS) in UHT-melk aangetroffen in Italië en Oostenrijk. Deze bacterie is nog niet in Nederland aangetroffen.

### Kieming
Activering van de endospore gebeurt als de omgeving voor de bacterie gunstiger wordt. Na de activering volgt de kieming en uitgroei. De activering treedt waarschijnlijk op door verhitting (hitteschok). Calcium, dipicolinezuur en stukjes mucopeptide worden uitgescheiden en de schors wordt afgebroken. De levensprocessen (metabolische processen) komen na de activering weer opgang, de sporemantel scheurt of wordt door de endospore geabsorbeerd en de endospore zwelt op. Bij de verdere uitgroei wordt een celwand gevormd en de sporemantel afgestoten. De uitgroei duurt 1 tot 2 uur.

### Kleuring
De sporen zijn te zien met een malachietgroen-kleuring. Bij deze kleuring zijn de sporen groen zichtbaar, terwijl de vegetatieve vormen rood gekleurd zijn.

### Sporevormers
Bekende endosporenvormers zijn vele soorten uit het geslacht Bacillus en Clostridium, speciaal Bacillus anthracis (veroorzaker van miltvuur), Clostridium botulinum (veroorzaker van botulisme) en Clostridium tetani (veroorzaker van tetanus). Maar ook soorten uit andere geslachten zoals Desulfotomaculum, Sporolactobacillus, Sporosarcina en Thermoactinomyces kunnen endosporen vormen. Ze behoren allemaal tot de Firmicutes.

## Embryofyten
Bij Embryofyten, waartoe onder andere de mossen en de varens worden gerekend, worden de endosporen gevormd in sporangia (sporendoosjes). De sporangia hebben een uit cellen bestaande steriele buitenwand, met daarbinnen een cellaag van sporemoedercellen. Deze laatste vormen de sporen door meiotische celdelingen en worden ook wel meiosporen genoemd. Bij zaadplanten verlaten de (vrouwelijke) macrosporen het macrosporangium (nucellus) niet meer en ontwikkelen zich ter plaatse. De (mannelijke) microsporen ontwikkelen zich na hun meiotische vorming binnen hun sporenwand als snel tot een meercellige of meerkernige stuifmeelkorrel.